# Bağdaşan, Ardahan
Bağdaşen là một xã thuộc thành phố Ardahan, tỉnh Ardahan, Thổ Nhĩ Kỳ. Dân số thời điểm năm 2010 là 1.04 người.